# Jacques Dimont
Jacques Dimont (Carvin, 2 febbraio 1945 – Avignone, 31 dicembre 1994) è stato uno schermidore francese, vincitore di una medaglia d'oro nella scherma ai giochi olimpici.